# Antônio Ranis Rosendo Dos Santos
Antônio Ranis Rosendo Dos Santos C.Ss.R. (ur. 3 września 1973 w Porto da Folha) – brazylijski duchowny katolicki, redemptorysta, biskup Caicó (nominat).  

## Życiorys
16 czerwca 2006 otrzymał święcenia kapłańskie w Zgromadzeniu Najświętszego Odkupiciela. 
14 lutego 2025 papież Franciszek mianował go biskupem diecezji Caicó.Sakry udzielił mu 17 maja 2025 w kościele Najświętszego Odkupiciela w Arapiraca metropolita Archidiecezja Porto Alegre, arcybiskup José Luiz Majella Delgado. 